# Fußgängertunnel Rendsburg
Der Fußgängertunnel Rendsburg  ist ein Fußgängertunnel unter dem Nord-Ostsee-Kanal in Rendsburg.
Der Tunnel wurde zwischen 1962 und 1965 als Ersatz für die 1961 stillgelegte zweite der Rendsburger Drehbrücken 550 m östlich des 1961 eröffneten Straßentunnels im Schildvortrieb gebaut.
Die eigentliche Tunnelröhre ist 131 m lang, der Höhenunterschied von ca. 28 m zum Bodenniveau wird mit je zwei Rolltreppen von 55,9 m (Fahrzeit zwei Minuten) und einem Aufzug auf jeder Seite des Kanals überwunden. Diese Rolltreppen waren damals die längsten in Europa.

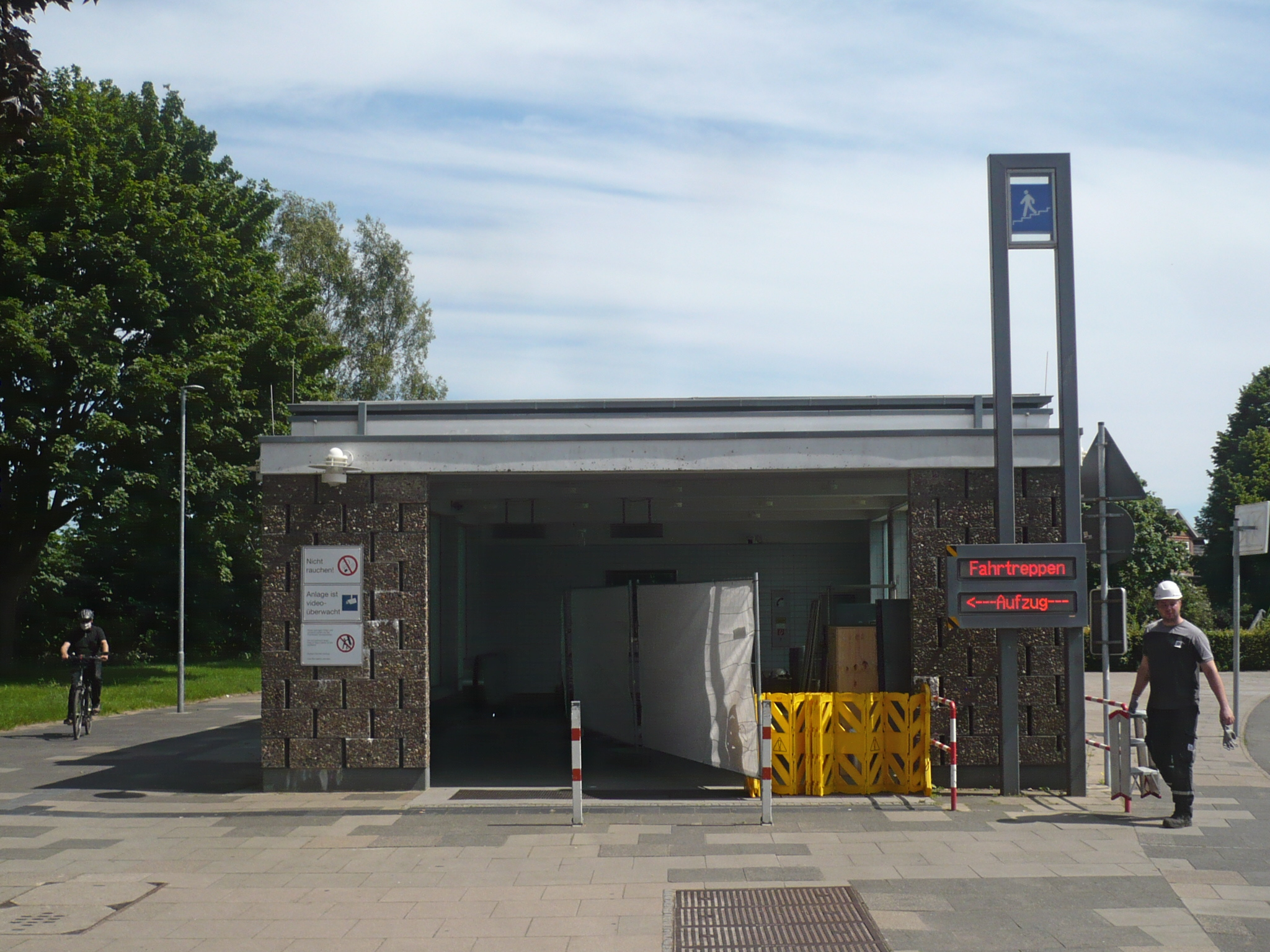
Zugangsbauwerk des Fußgängertunnels (Südseite)
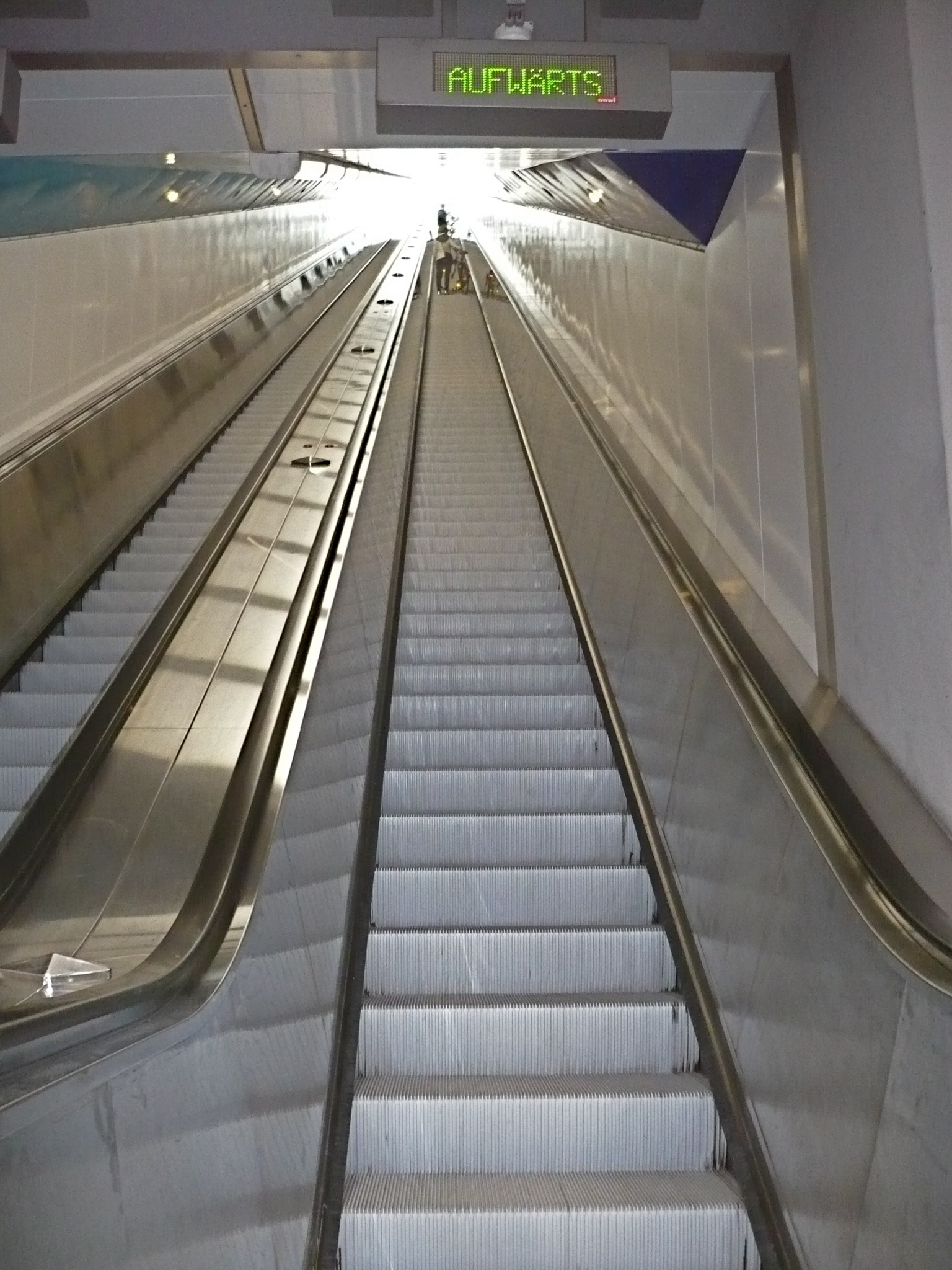
Rolltreppen Südseite
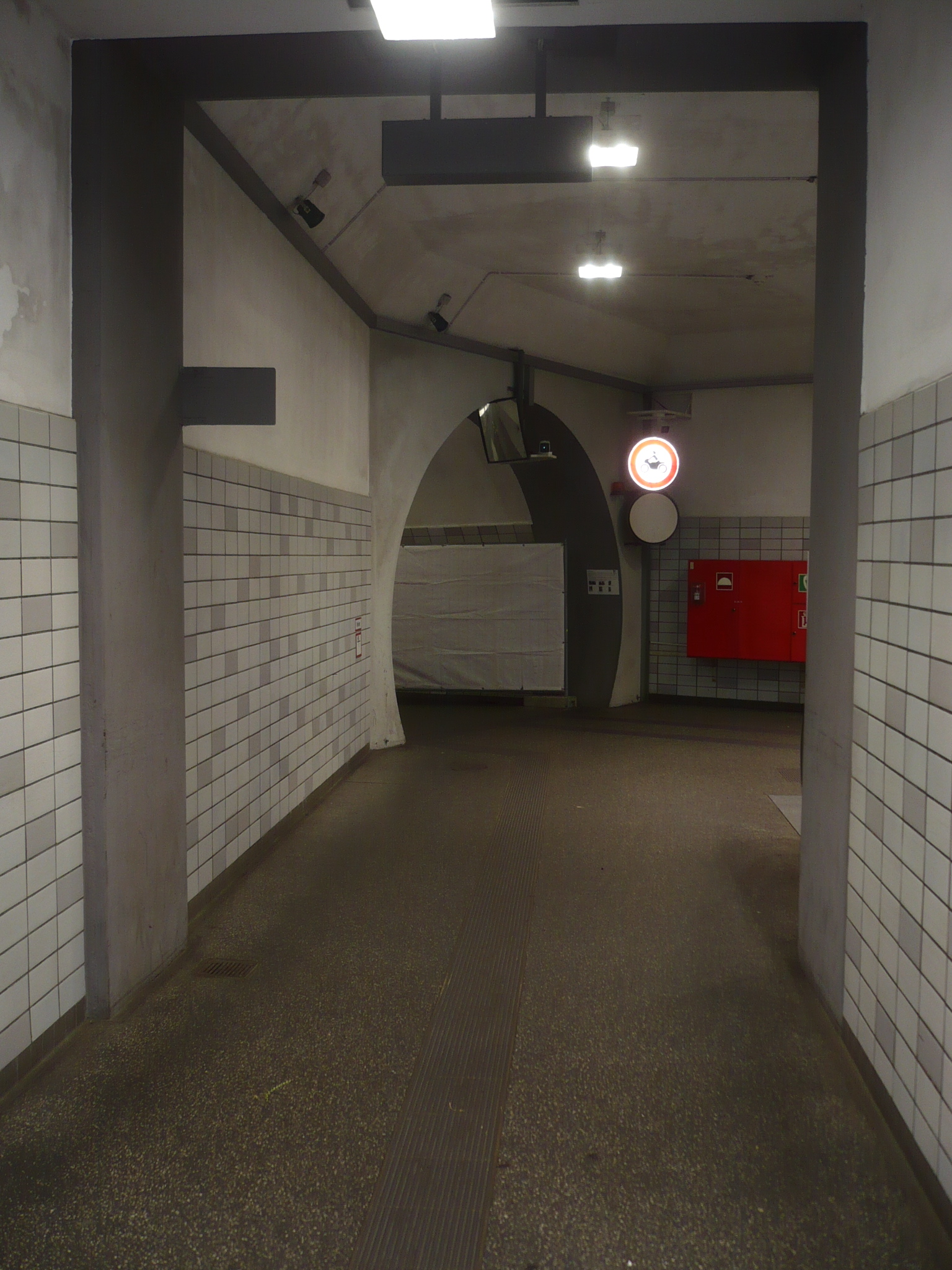
Südlicher Tunnelmund
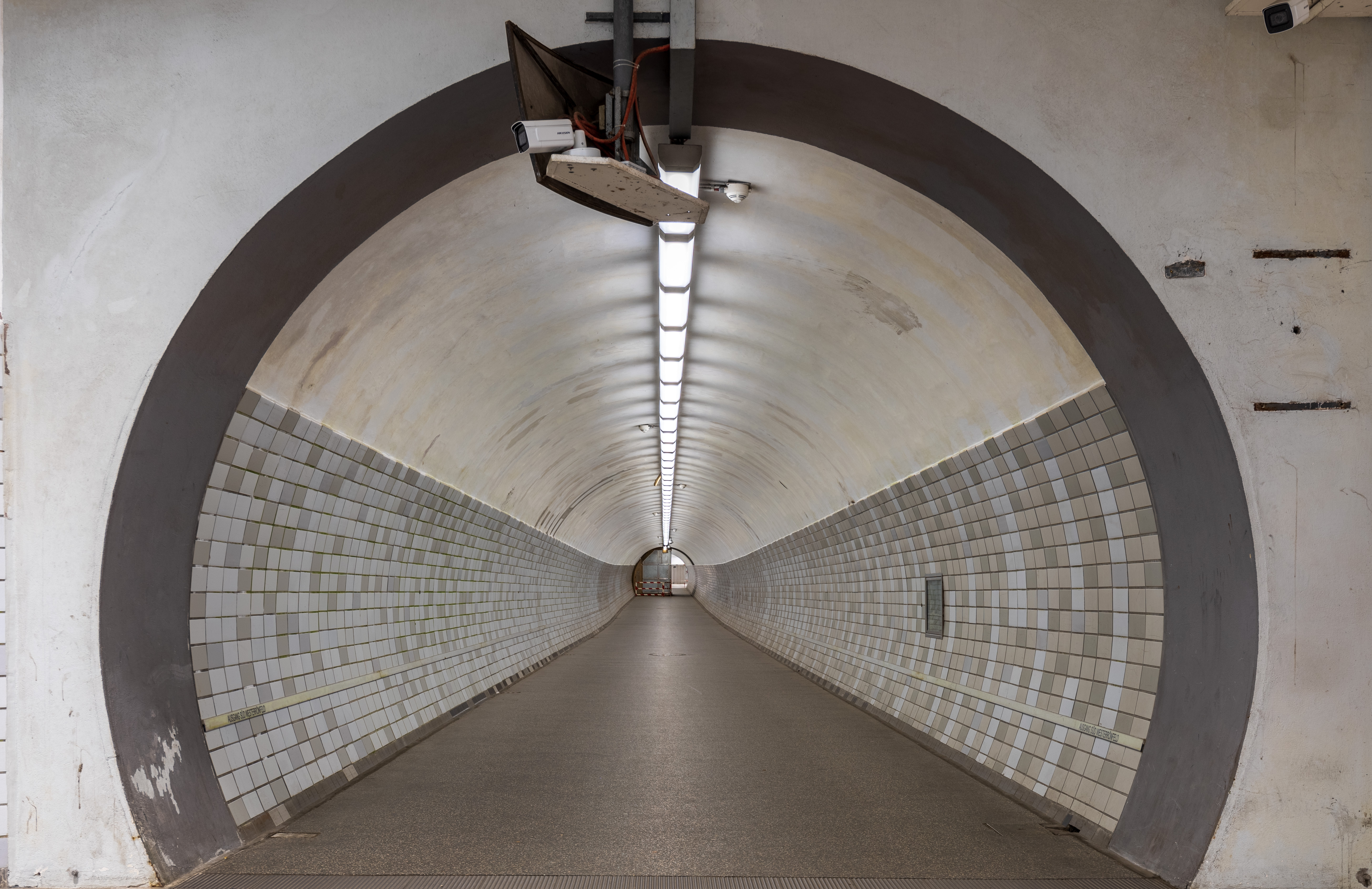
Tunnelröhre